# Before You Go (Lewis Capaldi)
Before You Go is een nummer van de Schotse singer-songwriter Lewis Capaldi. De single staat op de uitgebreide editie van zijn debuutstudioalbum Divinely Uninspired to a Hellish Extent. Het nummer werd beschikbaar gesteld bij de pre-order van de uitgebreide editie. Het nummer bereikte de nummer één positie in de Irish Singles Chart. In Nederland kreeg het extra aandacht door een Alarmschijf, net zoals in België, waar het Big-Hit werd op de radiozender MNM.  

## Achtergrond
Over het liedje onthulde Capaldi in een bericht in de sociale media dat het "verreweg het meest persoonlijke nummer is" dat hij ooit heeft geschreven en hij verklaarde dat het voorgaande jaar "absoluut wild" voor hem was. Volgens Idolator gaat het nummer "over de emotionele nasleep van zelfmoord".

## NPO Radio 2 Top 2000
| Nummer met noteringen in de NPO Radio 2 Top 2000 | '20 | '21  | '22 | '23 | '24  |
| ------------------------------------------------ | --- | ---- | --- | --- | ---- |
| Before You Go                                    | 958 | 1442 | 837 | 806 | 1051 |

1. ↑  Een vetgedrukt getal geeft de hoogste notering aan.
2. ↑  2020 was het eerste jaar met een notering voor dit nummer.